# サナイラ・ワクァ
サナイラ・ワクァ（Sanaila Waqa、1995年7月17日 - ）は、ジャパンラグビーリーグワン花園近鉄ライナーズに所属するラグビー選手。

## プロフィール
- フィジー出身[1]。
- ポジションはロック(LO)。
- 身長 203 cm、体重 120 kg
- ニックネームはジュニア。
- U20フィジー代表に選ばれたことがある[2]。
- 日本代表キャップは10。（2025年7月11日現在）

## 略歴
ヘイスティングボーイズ高校、ホークスベイを経て、2017年、NECグリーンロケッツ(現・NECグリーンロケッツ東葛)に加入。 同年9月8日に行われたジャパンラグビートップリーグ第4節の神戸製鋼コベルコスティーラーズ戦に途中出場で日本での公式戦初出場を果たす。
2020年、近鉄ライナーズ(現・花園近鉄ライナーズ)に加入。
2022年6月25日に行われたリポビタンDチャレンジカップ2022ウルグアイ戦にて途中出場で日本代表初キャップを獲得した。
2023年、ラグビーワールドカップ2023に向けての日本代表の浦安,宮崎,府中合宿メンバーには入らなかったが、W杯前のウォームアップマッチ日本対イタリア戦のバックアップメンバーに選出された。
2024年、エディー・ジョーンズヘッドコーチの元での新体制となった日本代表に2シーズンぶりに選出された。